# El Hadj Amadou Sall
Pour les articles homonymes, voir Sall.
El Hadj Amadou Sall, né le 3 septembre 1955 à Dakar, est un avocat et homme politique sénégalais.
Membre fondateur de la première société civile professionnelle d’avocats au barreau du Sénégal, il est nommé en 2006 ministre conseiller et porte-parole du président Abdoulaye Wade.
Il est nommé ministre d’État, garde des sceaux, ministre de la Justice dans le gouvernement du premier ministre Souleymane Ndéné Ndiaye le 26 décembre 2009.

## Jeunesse et Formation
El Hadj Amadou Sall rejoint le Parti démocratique sénégalais (PDS) en 1974.
Sall est nommé ministre de la Justice le 26 décembre 2009 mais est limogé dès juin 2010 et remplacé par Cheikh Tidiane Sy.
Sall est l'avocat de Karim Wade dans le procès devant la Cour de répression de l'enrichissement illicite qui se déroule en 2015.
Soutenu par son père, secrétaire général du PDS, Karim Wade et ses proches prennent de plus en plus d'importance dans la direction du parti. Ce contrôle accru de Karim Wade se fait au détriment d'autres hommes politiques libéraux, dont Sall, qui finissent par s'éloigner du PDS et forment le parti Suqqali Sopi en juillet 2020,,.